# Знаки поштової оплати України 2024
Знаки поштової оплати України 2024 — перелік поштових марок, введених в обіг Укрпоштою у 2024 році.
З 22 січня по 24 грудня 2024 року було випущено 74 поштових марок, у тому числі 72 пам'ятних (художніх, комеморативних), 2 стандартних десятого випуску (№ 2095 і 2132) та сувенірний марковий аркуш стандартних поштових марок незалежної України дев'ятого випуску (2017—2022).
2024 року було випущено:
- 6 маркових аркушів (у тому числі 2 номерні маркові аркуші без перфорації у номерному буклеті, один з яких зі стандартними марками)
- 11 поштових блоків (у тому числі 1 вклеєний у буклет або розміщений у книзі, 2 без перфорації з наддруком, 1 без перфорації, 1 номерний без перфорації)
- 19 марок у окремих аркушах (у тому числі 2 стандартні марки, 2 марки на самоклеючому папері, та 2 марки що розміщені на одному аркуші)
- 1 зчіпка з 2 марок

З цих випусків:
- основні каталожні номери (виду XXXX) мають 4 аркуші, 9 блоків, 1 буклет, 66 комеморативних (пам'ятних) поштових марок, 2 стандартні поштові марки
- каталожні номери різновидів (виду XXXX-A) мають 19 стандартних марок
- каталожні номери різновидів (виду XXXX-B) мають 2 аркуші, 2 блоки, 19 стандартних марок, 21 комеморативна (пам'ятна) поштова марка

Відсортовані за датою введення.

## Список комеморативних марок
|                 |  |  |
| № 2070 і № 2071 |  |  |

|                 |  |  |
| № 2072 і № 2073 |  |  |

|                 |  |  |
| № 2074 і № 2075 |  |  |

|                 |  |  |
| № 2077 і № 2078 |  |  |

|                 |  |  |
| № 2079 і № 2080 |  |  |

|                 |  |  |
| № 2081 і № 2082 |  |  |

|                 |  |  |
| № 2083 і № 2084 |  |  |

|                 |  |  |
| № 2098 і № 2099 |  |  |

|                 |  |  |
| № 2100 і № 2101 |  |  |

|                 |  |  |
| № 2102 і № 2103 |  |  |

|                 |  |  |
| № 2120 і № 2121 |  |  |

|                 |  |  |
| № 2122 і № 2123 |  |  |

|                 |  |  |
| № 2124 і № 2125 |  |  |

|                 |  |  |
| № 2126 і № 2127 |  |  |

## Випуски стандартних марок

### Дев'ятий випуск стандартних поштових марок («Герби міст, селищ та сіл України»)
Випуск спеціального маркового аркуша «Герби міст, селищ та сіл України. Дев'ятий випуск стандартних поштових марок 2017—2022» був вимушено перенесений Укрпоштою з 2022 р. на 2024 р. через початок росією 24 лютого 2022 р. широкомасштабної війни проти України. Аркуш був випущений у перфорованому (№ 38; номери марок № 1569-А..№ 1975-А) та неперфорованому нумерованому варіанті (№ 38-B; номери марок № 1569-B..№ 1975-B). Зображення марок № 1568 «м. Ялта, АР Крим» та № 1850 «м. Золотоноша, Черкаська область» з закресленим номіналом «V» відтворені на купонах.
| № у каталозі | Зображення | Опис та джерело | Номінал | Дата введення в обіг | Тираж  | Дизайн              |
| ------------ | ---------- | --- | ------- | -------------------- | ------ | ------------------- |
| С. Арк. № 38 |            | Спеціальний марковий аркуш «Герби міст, селищ та сіл України. Дев'ятий випуск стандартних поштових марок 2017—2022»: | —       | 22 січня 2024 року   | 37 500 | Юрій Рябчинський    |
| № 1569-А     |            | марка «м. Чоп, Закарпатська обл.»                                                                                    | «Т»     | 22 січня 2024 року   | 37 500 | Наталія Андрійченко |
| № 1570-А     |            | марка «с. Маринин, Рівненська обл.»                                                                                  | «Н»     | 22 січня 2024 року   | 37 500 | Наталія Андрійченко |
| № 1571-А     |            | марка «смт Клесів, Рівненська обл.»                                                                                  | «М»     | 22 січня 2024 року   | 37 500 | Наталія Андрійченко |
| № 1572-А     |            | марка «м. Єнакієве, Донецька обл.»                                                                                   | «L»     | 22 січня 2024 року   | 37 500 | Наталія Андрійченко |
| № 1573-А     |            | марка «м. Ніжин, Чернігівська обл.»                                                                                  | «F»     | 22 січня 2024 року   | 37 500 | Наталія Андрійченко |
| № 1574-А     |            | марка «смт Шацьк, Волинська обл.»                                                                                    | «Х»     | 22 січня 2024 року   | 37 500 | Наталія Андрійченко |
| № 1575-А     |            | марка «с. Парутине, Миколаївська обл.»                                                                               | «Р»     | 22 січня 2024 року   | 37 500 | Наталія Андрійченко |
| № 1632-А     |            | марка «смт Локачі, Волинська обл.»                                                                                   | «D»     | 22 січня 2024 року   | 37 500 | Наталія Андрійченко |
| № 1810-А     |            | марка «м. Бурштин, Івано-Франківська обл.»                                                                           | «Т»     | 22 січня 2024 року   | 37 500 | Наталія Андрійченко |
| № 1811-А     |            | марка «смт Старий Мерчик, Харківська обл.»                                                                           | «Н»     | 22 січня 2024 року   | 37 500 | Наталія Андрійченко |
| № 1848-А     |            | марка «с. Кривче, Тернопільська обл.»                                                                                | «D»     | 22 січня 2024 року   | 37 500 | Наталія Андрійченко |
| № 1849-А     |            | марка «с. Фонтанка, Одеська обл.»                                                                                    | «М»     | 22 січня 2024 року   | 37 500 | Наталія Андрійченко |
| № 1851-А     |            | марка «м. Тетіїв, Київська обл.»                                                                                     | «F»     | 22 січня 2024 року   | 37 500 | Наталія Андрійченко |
| № 1926-А     |            | марка «м. Болград, Одеська обл.»                                                                                     | «Н»     | 22 січня 2024 року   | 37 500 | Наталія Андрійченко |
| № 1927-А     |            | марка «смт Коропець, Тернопільська обл.»                                                                             | «М»     | 22 січня 2024 року   | 37 500 | Наталія Андрійченко |
| № 1955-А     |            | марка «м. Бахмут, Донецька обл.»                                                                                     | «D»     | 22 січня 2024 року   | 37 500 | Наталія Андрійченко |
| № 1956-А     |            | марка «м. Кременчук, Полтавська обл.»                                                                                | «F»     | 22 січня 2024 року   | 37 500 | Наталія Андрійченко |
| № 1965-А     |            | марка «м. Комарно, Львівська обл.»                                                                                   | «Т»     | 22 січня 2024 року   | 37 500 | Наталія Андрійченко |
| № 1975-А     |            | марка «м. Богодухів, Харківська обл.»                                                                                | «Н»     | 22 січня 2024 року   | 37 500 | Наталія Андрійченко |

### Десятий випуск стандартних поштових марок («Українська народна писанка» 2022—..)
| № у каталозі      | Зображення | Опис та джерело            | Номінал | Дата введення в обіг | Тираж   | Дизайн                                                                |
| ----------------- | ---------- | -------------------------- | ------- | -------------------- | ------- | --------------------------------------------------------------------- |
| № 2095 (Mi #2146) |            | «Писанки»: Херсонська обл. | «U»     | 25 червня 2024 року  | масовий | Автор концепції — Наталія Андрійченко;дизайн марки — Оксана Шуклінова |
| № 2132 (Mi #2183) |            | «Писанки»: Лемківщина      | «U»     | 19 грудня 2024 року  | масовий | Автор концепції — Наталія Андрійченко;дизайн марки — Оксана Шуклінова |

## Конверти першого дня гашення
Друк офсетний формат
- С5 — 162х229 мм
- С6 — 114х162 мм

| № у каталозі                    | Зображення | Зображення    | Опис та джерело                                                                        | Дата введення в обіг | Формат, мм | Тираж  | Дизайн                                       |
| № у каталозі                    | Конверт    | Штемпель      | Опис та джерело                                                                        | Дата введення в обіг | Формат, мм | Тираж  | Дизайн                                       |
| ------------------------------- | ---------- | ------------- | -------------------------------------------------------------------------------------- | -------------------- | ---------- | ------ | -------------------------------------------- |
| № ШПД 964                       |            |               | Герби міст, селищ та сіл України. Дев'ятий випуск стандартних поштових марок 2017—2022 | 22 січня 2024        |            |        | Володимир Таран (ШПД)                        |
| № КПД 841 № ШПД 965 № ШПД 966   |            | № 965 № 966   | Героїчні професії. Укрпошта завжди поруч з вами                                        | 2 лютого 2024        | С5         | 40 000 | Віктор Грудаков                              |
| № КПД 842 № ШПД 967 № ШПД 968   |            | № 967 № 968   | І БУДЕ ВЕСНА!                                                                          | 23 лютого 2024       | С5         | 50 000 | Володимир Таран                              |
| № КПД 843 № ШПД 969 № ШПД 970   |            | № 969 № 970   | Міста Героїв. Охтирка                                                                  | 27 березня 2024      | С6         | 40 000 | Володимир Таран (КПД, ШПД № 970)             |
| № КПД 844 № ШПД 971 № ШПД 972   |            | № 971 № 972   | Міста Героїв. Чернігівщина                                                             | 3 квітня 2024        | С5         | 40 000 |                                              |
| № КПД 845 № ШПД 973 № ШПД 974   |            | № 973 № 974   | Зброя Перемоги. Made in UA                                                             | 13 квітня 2024       | С5         | 40 000 | Сергій Харук та Олександр Харук              |
| № КПД 846 № ШПД 975 № ШПД 976   |            | № 975 № 976   | русскій воєнний флот — до дна!                                                         | 8 травня 2024        | С6         | 50 000 | Віктор Грудаков                              |
| № КПД 847 № ШПД 977 № ШПД 978   |            | № 977 № 978   | Кримськотатарська вишивка. Qırımtatar nağışı                                           | 16 травня 2024       | С6         | 40 000 | Дизайн випуску — Оксана Шуклінова            |
| № КПД 848 № ШПД 979 № ШПД 980   |            | № 979 № 980   | Сорочка (фрагмент). Харківська обл.                                                    | 16 травня 2024       | С6         | 40 000 | Дизайн випуску — Оксана Шуклінова            |
| № КПД 849 № ШПД 981             |            |               | Україно, вперед!                                                                       | 13 червня 2024       | С6         | 30 000 | Антон Хрупін (КПД)                           |
| № КПД 850 № ШПД 982             |            |               | ЄВРОПА. Підводна фауна і флора                                                         | 25 червня 2024       | С6         | 30 000 | Наталія Кохаль (КПД)                         |
| № КПД 815 № ШПД 983             |            |               | «Писанки»: Херсонська обл.                                                             | 25 червня 2024       | С6         | 50 000 | Наталія Кохаль (КПД); Оксана Шуклінова (ШПД) |
| № КПД 851 № ШПД 984             |            |               | Податки. Армія. Перемога                                                               | 27 червня 2024       | С6         | 30 000 | Олександр Нікітюк                            |
| № КПД 852 № ШПД 985             |            |               | Олімпійська команда України 2024                                                       | 19 липня 2024        | С5         | 30 000 | Сергій Харук та Олександр Харук              |
| № КПД 853 № ШПД 986             |            |               | Героїчні професії. Янголи війни                                                        | 16 липня 2024        | С6         | 35 000 | Олександр Охапкін (КПД)                      |
| № КПД 854 № ШПД 987 № ШПД 988   |            | № 987 № 988   | Все буде UA!                                                                           | 23 серпня 2024       | С6         | 40 000 | Нікіта Тітов                                 |
| № КПД 855 № ШПД 989 № ШПД 990   |            | № 989 № 990   | Хвилина мовчання                                                                       | 29 серпня 2024       | С6         | 30 000 | Сергій Майдуков (КПД)                        |
| № КПД 856 № ШПД 991 № ШПД 992   |            | № 992         | Міста Героїв. Миколаїв                                                                 | 9 вересня 2024       | С6         | 35 000 | Володимир Таран                              |
| № КПД 852 без ШПД               |            |               | Олімпійська команда України 2024. Медальний залік                                      | 11 вересня 2024      | С5         | 30 000 | Сергій Харук та Олександр Харук              |
| № КПД 857 № КПД 858 № ШПД 994   |            |               | Батальйон «Пухнасті»                                                                   | 26 вересня 2024      | С6         | 35 000 | Наталія Кохаль (КПД)                         |
| № КПД 859 № ШПД 995 № ШПД 996   |            | № 995 № 996   | Під покровом Богородиці                                                                | 1 жовтня 2024        | С6         | 30 000 | Олександр Охапкін (КПД)                      |
| № КПД 860 № ШПД 997             |            |               | Комахи України                                                                         | 30 жовтня 2024       | С5         | 20 000 | Сергій Харук та Олександр Харук              |
| № КПД 861 № ШПД 964 № ШПД 998   |            |               | Нове сторіччя українського радіо                                                       | 15 листопада 2024    | С6         | 30 000 | Володимир Таран                              |
| № КПД 862 № ШПД 999             |            |               | Тризуб Незалежності                                                                    | 21 листопада 2024    | С5         | 30 000 | Володимир Таран                              |
| № КПД 863 № ШПД 1000 № ШПД 1001 |            |               | Країна волонтерів                                                                      | 2 грудня 2024        | С6         | 30 000 | Анастасія Тука (КПД)                         |
| № КПД 864 № ШПД 1002 № ШПД 1003 |            | № 1002 № 1003 | Лист Святому Миколаю                                                                   | 6 грудня 2024        | С6         | 30 000 | Кость Лавро (КПД)                            |
| № КПД 865 № ШПД 1004            |            |               | USYK. Світ любить сильних                                                              | 16 грудня 2024       | С6         | 30 000 | Сергій Тєхов (КПД)                           |
| № КПД 815 № ШПД 1005            |            |               | «Писанки»: Лемківщина                                                                  | 19 грудня 2024       | С6         | 50 000 | Наталія Кохаль (КПД); Оксана Шуклінова (ШПД) |
| № КПД 866 № ШПД 1006            |            |               | Нова радість стала                                                                     | 24 грудня 2024       | С5         | 30 000 | Наталія Аксьоненко (КПД)                     |

## Лімітовані випуски Укрпошти за проєктом «Власна марка»
У 2024 році Укрпошта здійснила низку лімітованих випусків обмеженим тиражем за проєктом «Власна марка» з номерними (крім випуску «Саміт миру для України. Summit on Peace for Ukraine») марковими аркушами.
| № базового аркушу «Власна марка» у каталозі | Зображення | Назва                                                                            | Дата введення в обіг | Тираж аркушу | Дизайн                                                                           |
| ------------------------------------------- | ---------- | -------------------------------------------------------------------------------- | -------------------- | ------------ | -------------------------------------------------------------------------------- |
| № П-26/1                                    |            | «Пам'яті Героїв Небесної Сотні. #ЦеПроСвободу»                                   | 20 лютого 2024       | 500          | Кость Лавро                                                                      |
| № П-26/1                                    |            | «Поштові марки новітньої України. „500 років українського козацтва“»             | 1 березня 2024       | 600          | Олександр Івахненко                                                              |
| № П-26/1                                    |            | «Поштові марки новітньої України. „100-річчя першопоселення українців у Канаді“» | 1 березня 2024       | 600          | Олександр Івахненко                                                              |
| № П-27                                      |            | «Спільний випуск Україна — Киргизстан „Тарас Шевченко єднає народи“»             | 9 березня 2024       | 500          | Сергій та Олександр Харуки                                                       |
| № П-26/1                                    |            | «Августин Волошин. 1874—1945»                                                    | 17 березня 2024      | 500          | Святослав Романчак                                                               |
| № П-26/1                                    |            | «За тиждень буде Великдень!»                                                     | 28 квітня 2024       | 700          | Миколай Кочубей                                                                  |
| № П-26/1                                    |            | «70 років разом. Україна — ЮНЕСКО»                                               | 12 травня 2024       | 600          | Віолетта Гуменюк                                                                 |
| № П-26/1                                    |            | «Азов. 10 років. Вільні обирають боротьбу»                                       | 23 травня 2024       | 900          | 12-а бригада спеціального призначення «Азов»                                     |
| № П-26/1                                    |            | «Саміт миру для України. Summit on Peace for Ukraine»                            | 15 червня 2024       | 843          | Сергій та Олександр Харуки                                                       |
| № П-26/1                                    |            | «Скарби Криму. Повернення»                                                       | 10 липня 2024        | 565          |                                                                                  |
| № П-26/1                                    |            | «Be brave like Ukraine»                                                          | 24 серпня 2024       | 500          | Єлизавета Ніколаєва                                                              |
| № П-26/1                                    |            | «Українське вино — частина світової культурної спадщини вина La Cité du Vin»     | 30 серпня 2024       | 400          | Корпорація «Укрвинпром»                                                          |
| № П-26/1                                    |            | «Живимо важливе. Група Нафтогаз»                                                 | 6 вересня 2024       | 1500         | Дизайн Групи Нафтогаз                                                            |
| № П-26/1                                    |            | «Об'єднані заради справедливості. UNITED FOR JUSTICE»                            | 11 вересня 2024      | 600          | Офіс Генерального прокурора за підтримки проєктів міжнародної технічної допомоги |
| № П-26/1                                    |            | «Український медальний залік Паралімпіади 2024»                                  | 20 вересня 2024      | 820          | Володимир Таран                                                                  |
| № П-26/1                                    |            | «Сергій Параджанов. 1924—1990»                                                   | 29 вересня 2024      | 800          | фото Юрія Мечітова (1981 р.)                                                     |
| № П-27                                      |            | «Чернігівське князівство. 1000»                                                  | 8 жовтня 2024        | 600          | Володимир Таран                                                                  |
| № П-26/1                                    |            | «КРАКЕН»                                                                         | 23 жовтня 2024       | 972          | Дизайн підрозділу KRAKEN                                                         |
| № П-26/1                                    |            | «До 100-річчя Українського Радіо»                                                | 15 листопада 2024    | 600          | Микола Кочубей                                                                   |
| № П-26/1                                    |            | «До Дня Гідності та Свободи»                                                     | 21 листопада 2024    | 800          | Анастасія Бондарець                                                              |
| № П-26/1                                    |            | «Слава здобувається лише в бою!»                                                 | 5 грудня 2024        | 700          | 24-та окрема механізована бригада імені короля Данила                            |
| № П-26/1                                    |            | «Знешкодити та запобігти. НАБУ»                                                  | 9 грудня 2024        | 1050         | Дизайн — НАБУ                                                                    |
| № П-26/1                                    |            | «Хартія»                                                                         | 10 грудня 2024       | 1013         | Сергій Майдуков                                                                  |
| № П-27                                      |            | «Сухопутні війська»                                                              | 12 грудня 2024       | 1250         | Сухопутні війська Збройних сил України                                           |

## Літерні номінали марок
З 1 жовтня 2024 року, відповідно до змін Податкового кодексу України, знаки поштової оплати (поштові марки, марковані конверти та картки) продаються з урахуванням податку на додану вартість (ПДВ) за ставкою 20 %.
| Літерний номінал | Відповідність тарифу/грошовому еквіваленту | Відповідність тарифу/грошовому еквіваленту | Відповідність тарифу/грошовому еквіваленту | Відповідність тарифу/грошовому еквіваленту | Тариф                                                                                       | Тариф |
| Літерний номінал | з 01.01.2022 до 31.12.2023                 | з 01.01.2024 до 30.09.2024                 | з 01.10.2024 до 31.12.2024                 | з 01.01.2025                               | до 31.12.2023                                                                               | з 01.01.2024 |
| ---------------- | ------------------------------------------ | ------------------------------------------ | ------------------------------------------ | ------------------------------------------ | ------------------------------------------------------------------------------------------- | --- |
|                  | Вартість, грн                              |                                            |                                            |                                            |                                                                                             | |
| H                | 0,50                                       | 0,50                                       | 0,60                                       | 0,60                                       | Доплатна марка                                                                              | Доплатна марка |
| T                | 6,00                                       | 15,00                                      | 18,00                                      | 20,00                                      | Доплатна марка                                                                              | Пересилання внутрішнього простого листа без оголошеної цінності масою до 50 грамів                                                                                          |
| D                | 11,00                                      | 15,00                                      | 18,00                                      | 20,00                                      | Доплатна марка                                                                              | Пересилання внутрішнього простого листа без оголошеної цінності масою до 50 грамів                                                                                          |
| U                | 12,00                                      | 15,00                                      | 18,00                                      | 20,00                                      | Пересилання непріорітетного простого листа до 50 г у межах України                          | Пересилання внутрішнього простого листа без оголошеної цінності масою до 50 грамів                                                                                          |
| V                | 12,00                                      | 15,00                                      | 18,00                                      | 20,00                                      | Пересилання непріорітетного простого листа до 50 г у межах України                          | Пересилання внутрішнього простого листа без оголошеної цінності масою до 50 грамів                                                                                          |
| L                | 15,00                                      | 15,00                                      | 18,00                                      | 20,00                                      | Пересилання пріоритетного простого листа до 50 г наземним транспортом у межах України       | Пересилання внутрішнього простого листа без оголошеної цінності масою до 50 грамів                                                                                          |
| M                | 18,00                                      | 30,00                                      | 36,00                                      | 40,00                                      | Пересилання непріоритетного простого листа до 250 г наземним транспортом у межах України    | Пересилання внутрішнього реєстрованого листа без оголошеної цінності масою до 50 грамів, простого листа без оголошеної цінності масою понад 50 грамів до 250 грамів включно |
| F                | 23,00                                      | 30,00                                      | 36,00                                      | 40,00                                      | Пересилання рекомендованого листа до 50 г наземним транспортом у межах України              | Пересилання внутрішнього реєстрованого листа без оголошеної цінності масою до 50 грамів, простого листа без оголошеної цінності масою понад 50 грамів до 250 грамів включно |
| X                | 40,00                                      | 60,00                                      | 72,00                                      | 80,00                                      | Доплатна марка                                                                              | Доплатна марка |
|                  | Вартість, доларів США (за курсом НБУ)      |                                            |                                            |                                            |                                                                                             | |
| C                | 0,70                                       | 1,00                                       | 1,00 + 20 % ПДВ                            | 1,00 + 20 % ПДВ                            | Доплатна марка                                                                              | Пересилання поштової картки масою до 20 грамів включно до іноземних держав                                                                                                  |
| Є                | 0,70                                       | 1,00                                       | 1,00 + 20 % ПДВ                            | 1,00 + 20 % ПДВ                            | Доплатна марка                                                                              | Пересилання поштової картки масою до 20 грамів включно до іноземних держав                                                                                                  |
| G                | 0,80                                       | 1,00                                       | 1,00 + 20 % ПДВ                            | 1,00 + 20 % ПДВ                            | Доплатна марка                                                                              | Пересилання поштової картки масою до 20 грамів включно до іноземних держав                                                                                                  |
| A                | 1,00                                       | 1,00                                       | 1,00 + 20 % ПДВ                            | 1,00 + 20 % ПДВ                            | Пересилання поштової картки до 20 г до іноземних держав авіа- та наземним транспортом       | Пересилання поштової картки масою до 20 грамів включно до іноземних держав                                                                                                  |
| Z                | 1,00                                       | 1,00                                       | 1,00 + 20 % ПДВ                            | 1,00 + 20 % ПДВ                            | Пересилання поштової картки до 20 г до іноземних держав авіа- та наземним транспортом       | Пересилання поштової картки масою до 20 грамів включно до іноземних держав                                                                                                  |
| Ж                | 1,00                                       | 1,00                                       | 1,00 + 20 % ПДВ                            | 1,00 + 20 % ПДВ                            | Пересилання поштової картки до 20 г до іноземних держав авіа- та наземним транспортом       | Пересилання поштової картки масою до 20 грамів включно до іноземних держав                                                                                                  |
| N                | 0,60                                       | 1,50                                       | 1,50 + 20 % ПДВ                            | 1,50 + 20 % ПДВ                            | Доплатна марка                                                                              | Пересилання непріоритетного листа масою до 50 грамів включно до іноземних держав                                                                                            |
| R                | 0,90                                       | 1,50                                       | 1,50 + 20 % ПДВ                            | 1,50 + 20 % ПДВ                            | Доплатна марка                                                                              | Пересилання непріоритетного листа масою до 50 грамів включно до іноземних держав                                                                                            |
| W                | 1,50                                       | 1,50                                       | 1,50 + 20 % ПДВ                            | 1,50 + 20 % ПДВ                            | Пересилання непріоритетного простого листа до 50 г наземним транспортом до іноземних держав | Пересилання непріоритетного листа масою до 50 грамів включно до іноземних держав                                                                                            |
| P                | 2,00                                       | 5,00                                       | 5,00 + 20 % ПДВ                            | 5,00 + 20 % ПДВ                            | Доплатна марка                                                                              | Доплатна марка |